# 朗德湖 (伊利諾伊州)
朗德湖（英語：Round Lake）是位於美國伊利諾伊州萊克縣的一個村落。

## 地理
朗德湖的座標為42°10′15″N 87°06′45″W / 42.17083°N 87.11250°W，而該地最高點為海拔高度243米（即797英尺）。

## 人口
根據2010年美國人口普查的數據，朗德湖的面積為14.61平方千米，當中陸地面積為14.18平方千米，而水域面積為0.43平方千米。當地共有人口18289人，而人口密度為每平方千米1,251人。